# Крайні точки Кіпру
Кіпр — острівна країна східного Середземномор'я, що займає стратегічне положення на перехресті міжнародних повітряних і морських шляхів. Острів омивається водами Середземного моря, лежить між 35°41′42′′ і 34°33′58′′ північної широти і 32°16′00′′ і 34°35′12′′ східної довготи. Кіпр витягнутий з південного заходу на північний схід на 230 км, максимальна ширина з півночі на південь 95 км. Країни, що розташовані поруч: на півночі — Туреччина (65 км морем); на сході — Сирія, Ліван, Ізраїль — (110 км морем); на півдні Єгипет — (400 км морем); на заході — Греція (800 км морем до материкової Греції).
| м. Апостолос-Андреас м. Гата м. Арнауті гора Олімбос м. Коккіна м. Грекоclass=notpageimage\| Крайні точки Кіпру |

## Положення
Крайні пункти острова Кіпр:
- північна й одночасно східна точка — мис Апостола Андрія (грец. Ακρωτήριο Αποστόλου Ανδρέα) (35°41′42″ пн. ш. 34°35′12″ сх. д. / 35.69500° пн. ш. 34.58667° сх. д.) в районі Фамагуста (грец. Επαρχία Αμμοχώστου);
- південна точка — мис Гата (грец. Κάβο Γάτα) (34°33′58″ пн. ш. 33°1′44″ сх. д. / 34.56611° пн. ш. 33.02889° сх. д.) в районі Лімасол (грец. Επαρχία Λεμεσού);
- західна точка — мис Арнауті (Акамас) (грец. Αρναούτης) (35°3′0″ пн. ш. 32°16′0″ сх. д. / 35.05000° пн. ш. 32.26667° сх. д.) в районі Пафос (грец. Επαρχία Πάφου).

З урахуванням прибережних острівців крайньою північною і східною точкою Кіпру будуть острови Клідес (грец. Κλείδες) 35°43′ пн. ш. 34°36′ сх. д. / 35.717° пн. ш. 34.600° сх. д., поблизу мису Апостолос-Андреас.

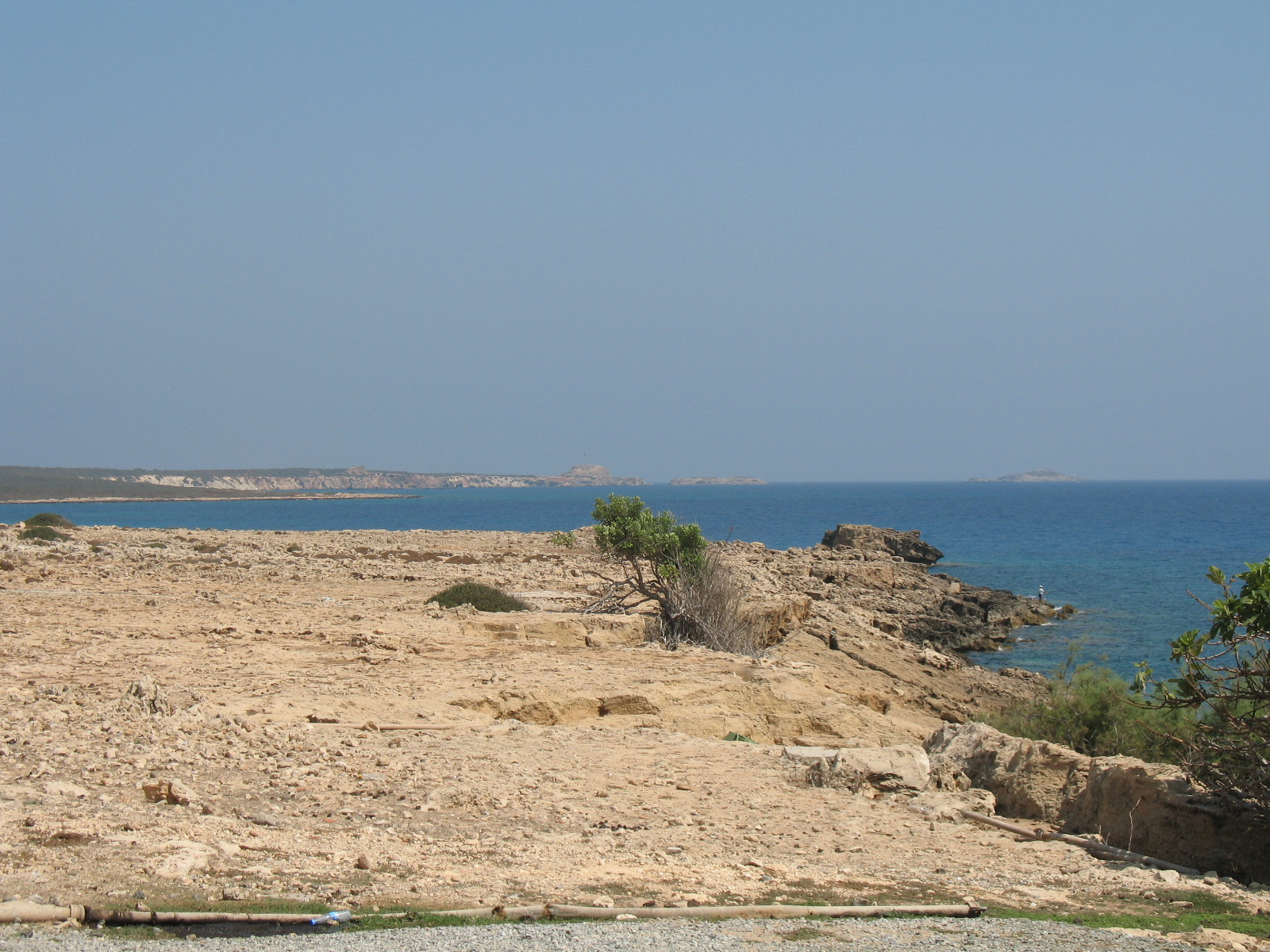
Мис Апостола Андрія і острови Клідес
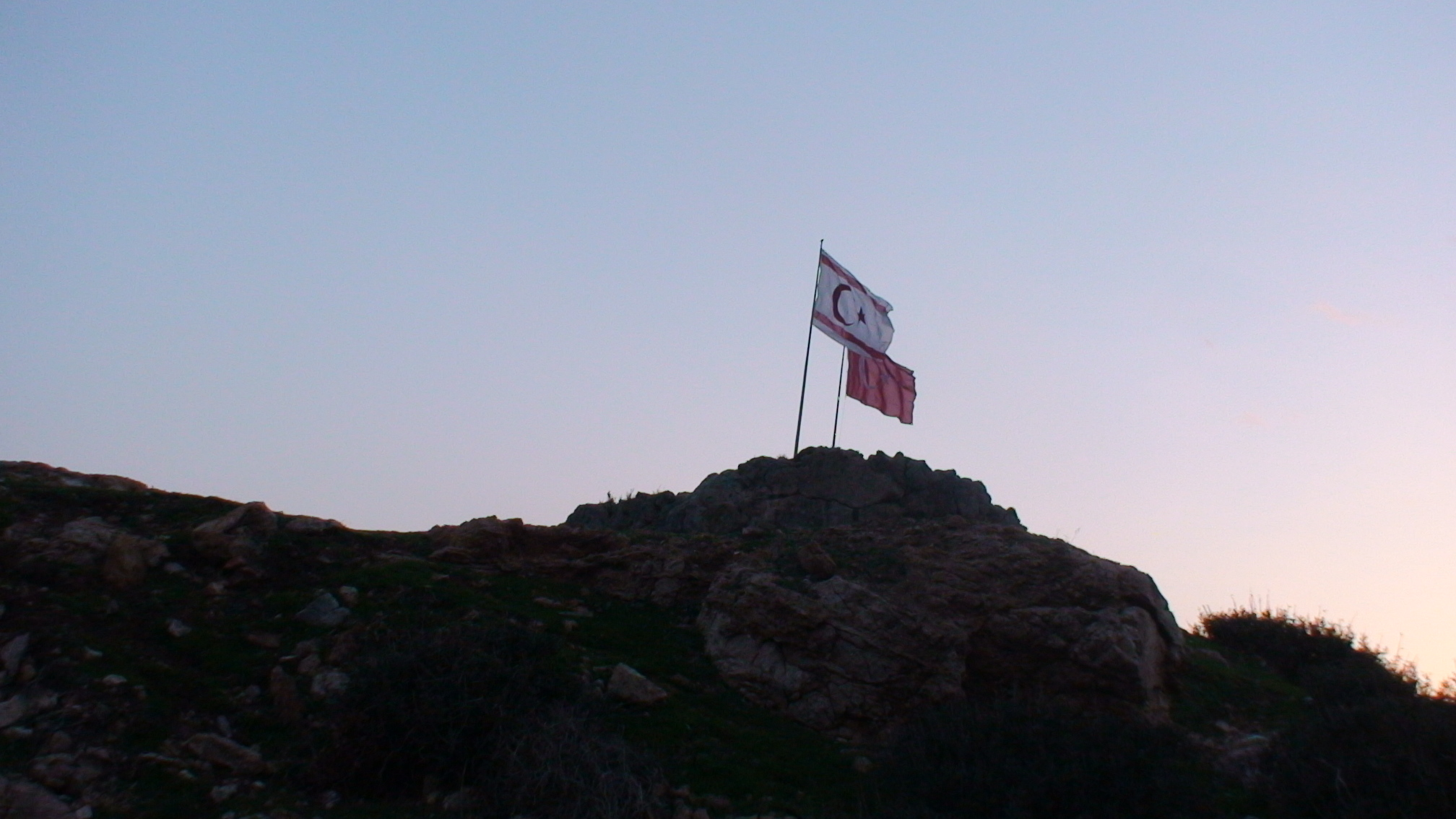
Турецькі прапори на мисі Апостола Андрія
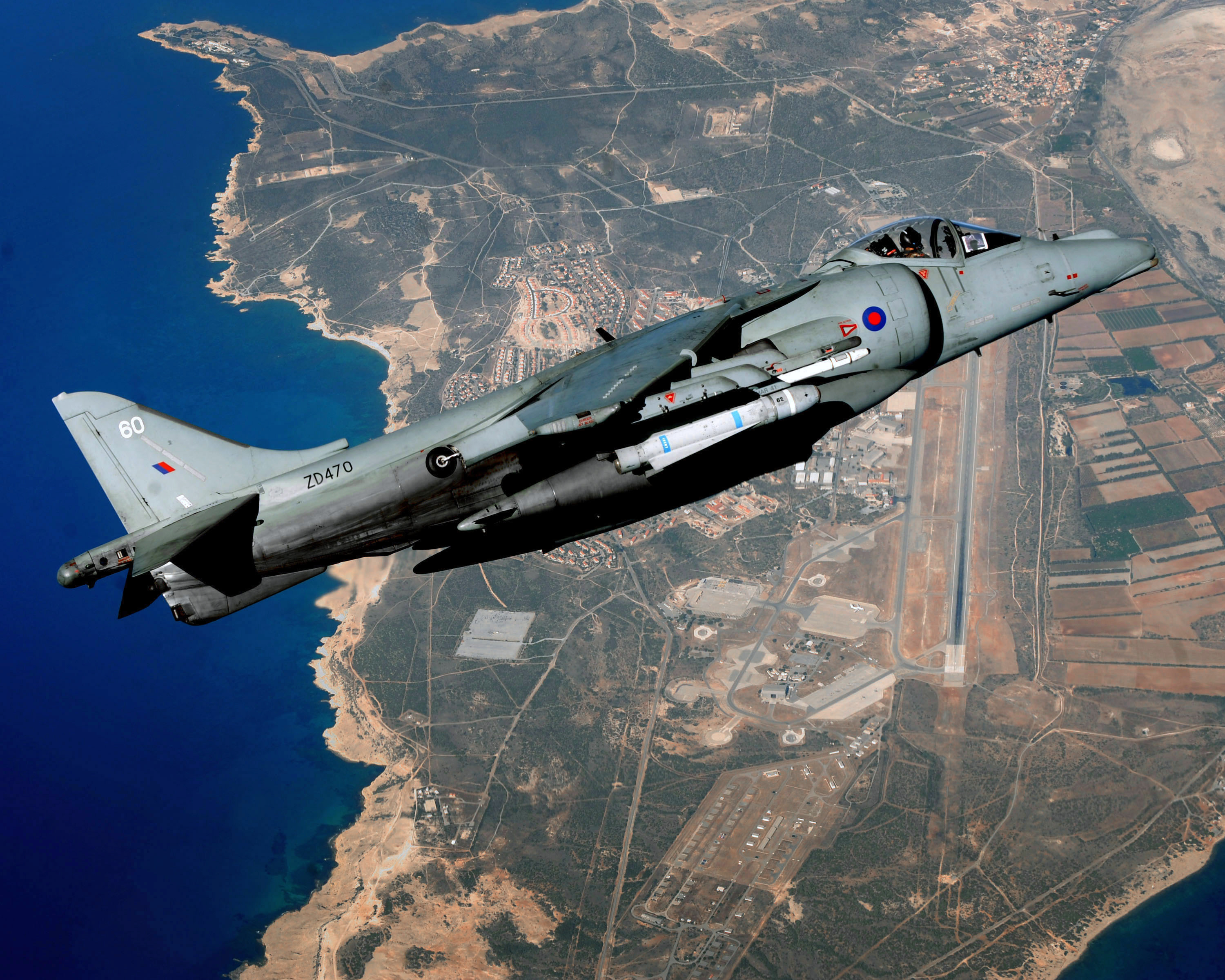
Півострів Акротирі (мис Гата не видно)
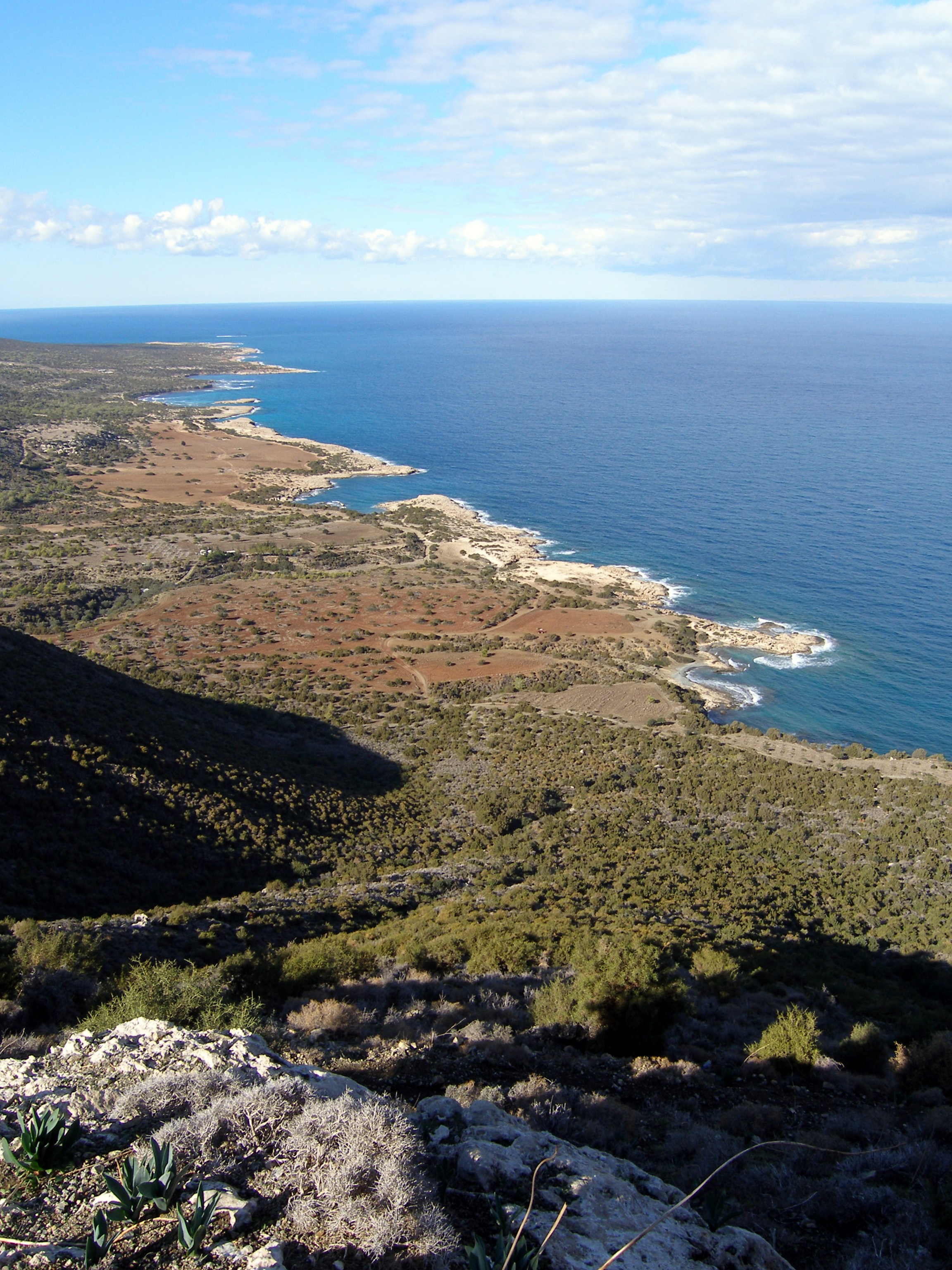
Мис Арнауті (Акамас)
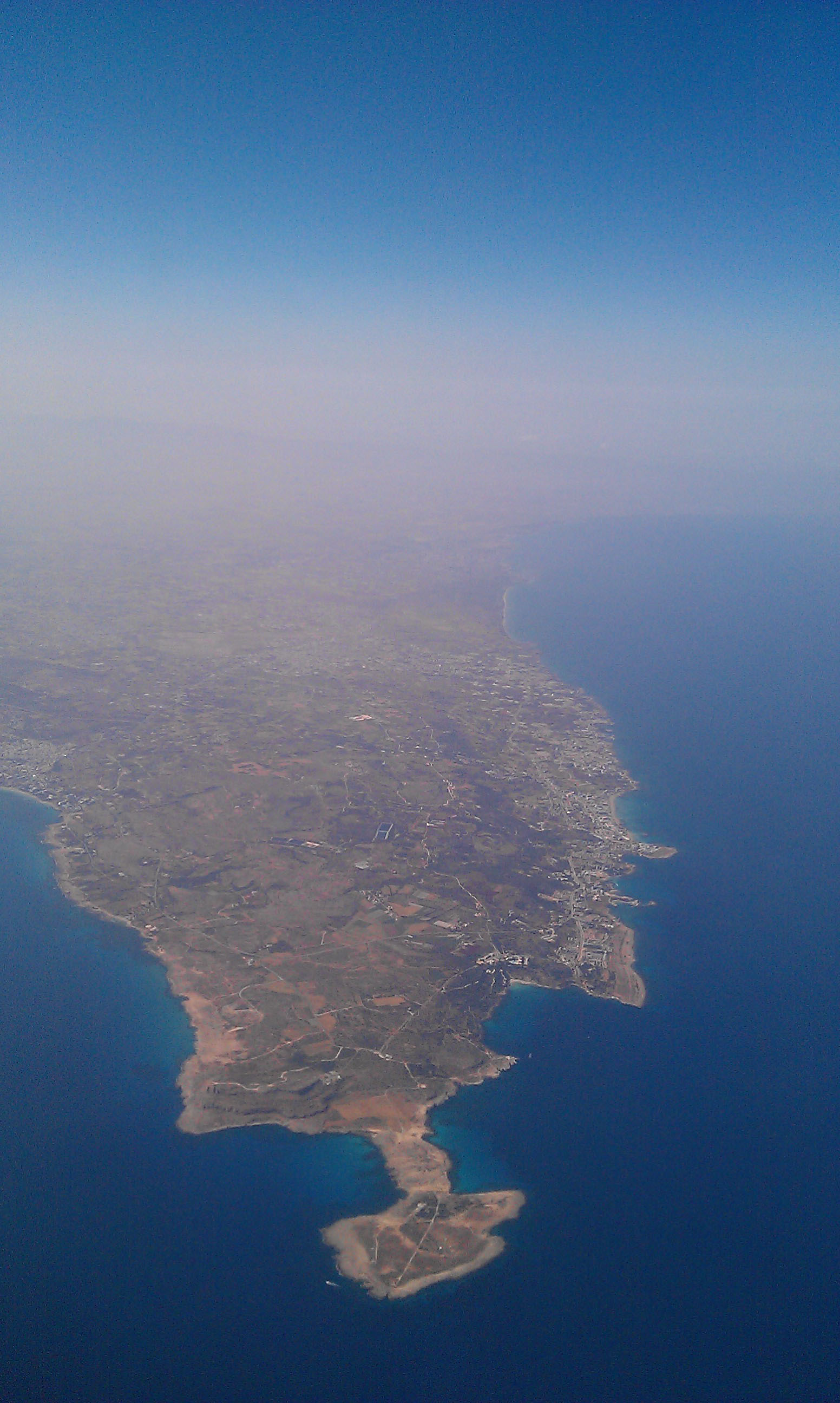
Мис Греко
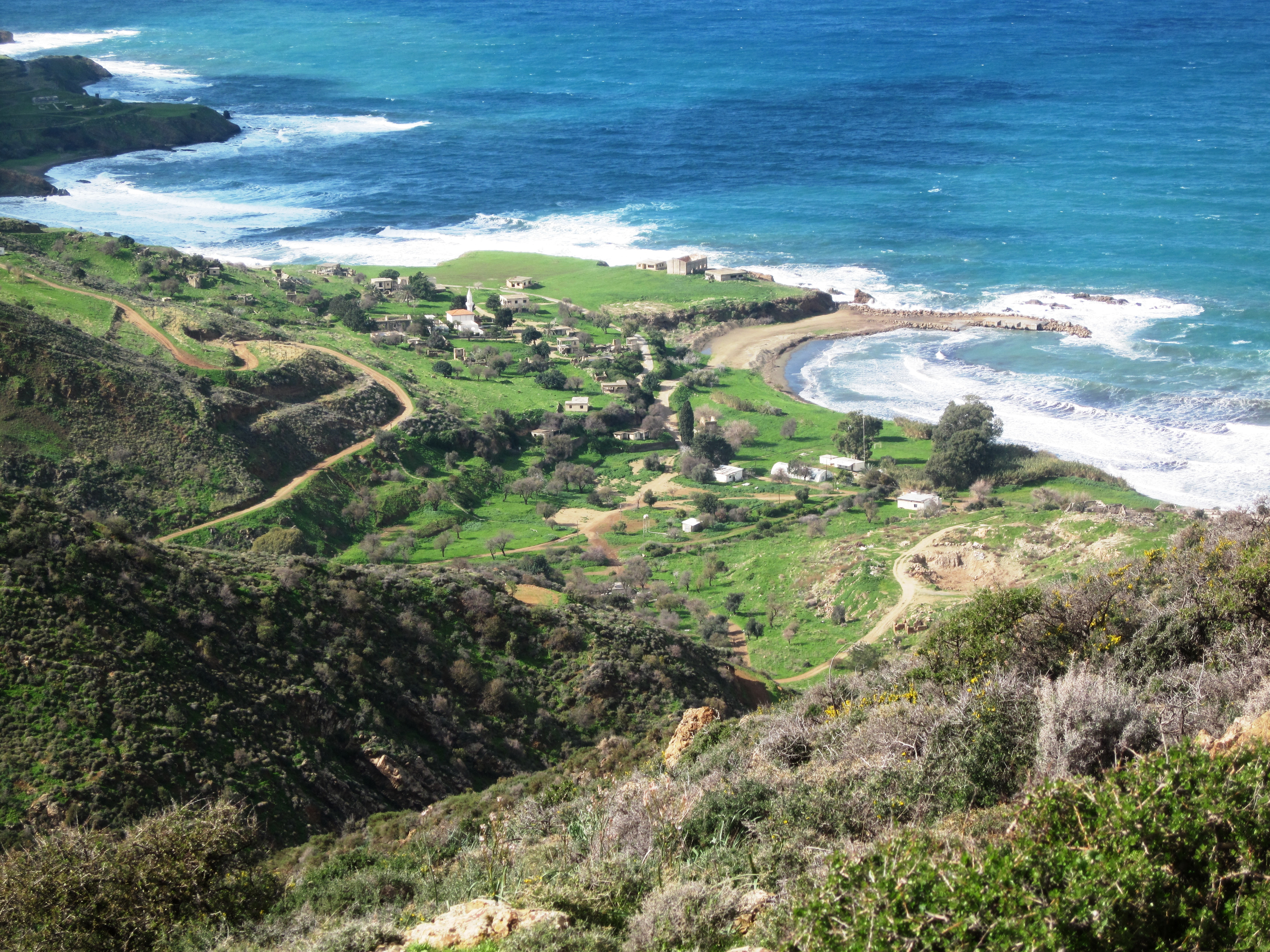
Коккіна

### Республіка Кіпр
Крайніми пунктами Республіки Кіпр (підконтрольна територія) будуть:
- північна точка — мис Коккіна (35°10′38″ пн. ш. 32°39′10″ сх. д. / 35.17722° пн. ш. 32.65278° сх. д.) в районі Нікосія (грец. Επαρχία Λευκωσίας);
- південна точка — мис Гата (34°33′58″ пн. ш. 33°1′44″ сх. д. / 34.56611° пн. ш. 33.02889° сх. д.);
- західна точка — мис Арнауті (35°3′0″ пн. ш. 32°16′0″ сх. д. / 35.05000° пн. ш. 32.26667° сх. д.);
- східна точка — мис Греко (грец. Κάβο Γκρέκο) (34°58′30″ пн. ш. 34°03′50″ сх. д. / 34.97500° пн. ш. 34.06389° сх. д.) в районі Фамагуста.

### Турецька Республіка Північного Кіпру
Крайніми пунктами невизнаної Турецької Республіки Північного Кіпру будуть:
- північна й одночасно східна точка — мис Апостола Андрія (тур. Zafer Burnu) (35°41′42″ пн. ш. 34°35′12″ сх. д. / 35.69500° пн. ш. 34.58667° сх. д.);
- південна точка — місто Луручина (Акінчілар) (грец. Λουρουτζίνα; тур. Akıncılar) (35°00′50″ пн. ш. 33°27′49″ сх. д. / 35.01389° пн. ш. 33.46361° сх. д.), в районі Нікосія;
- західна точка — місто Коккіна (Еренкьой) (грец. Κόκκινα; тур. Erenköy) (35°10′37″ пн. ш. 32°38′13″ сх. д. / 35.17694° пн. ш. 32.63694° сх. д.), ексклав в районі Нікосія.

## Рельєф
Найвища точка Кіпру — гора Олімбос (грец. Όλυμπος; 1951 м) (34°56′11″ пн. ш. 32°51′48″ сх. д. / 34.93639° пн. ш. 32.86333° сх. д.) в масиві Троодос (грец. Τρόοδος), найнижча — солоне озеро Лімасол (грец. Αλυκή Λεμεσού; −2,7 м).

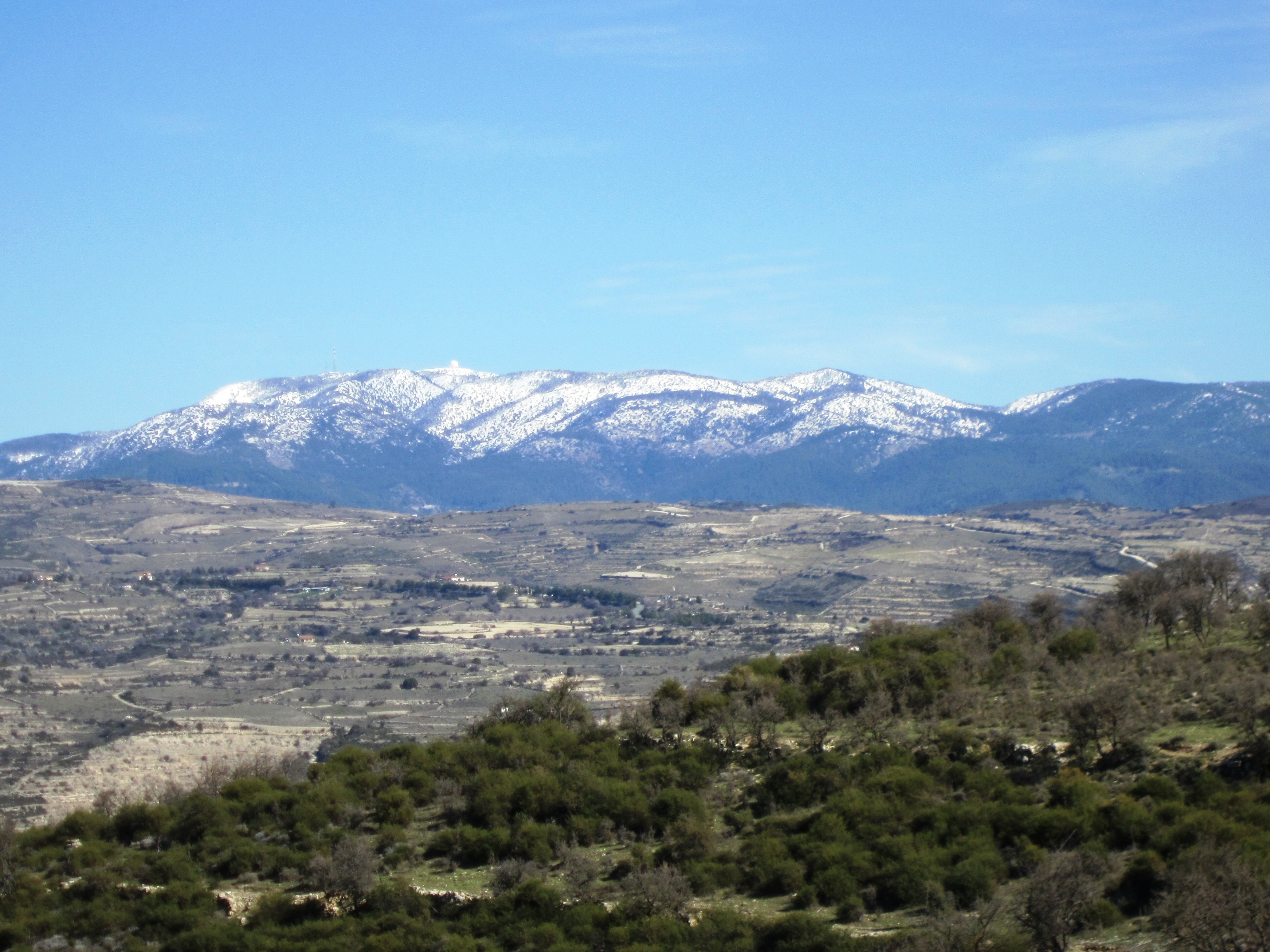
Гора Олімбос
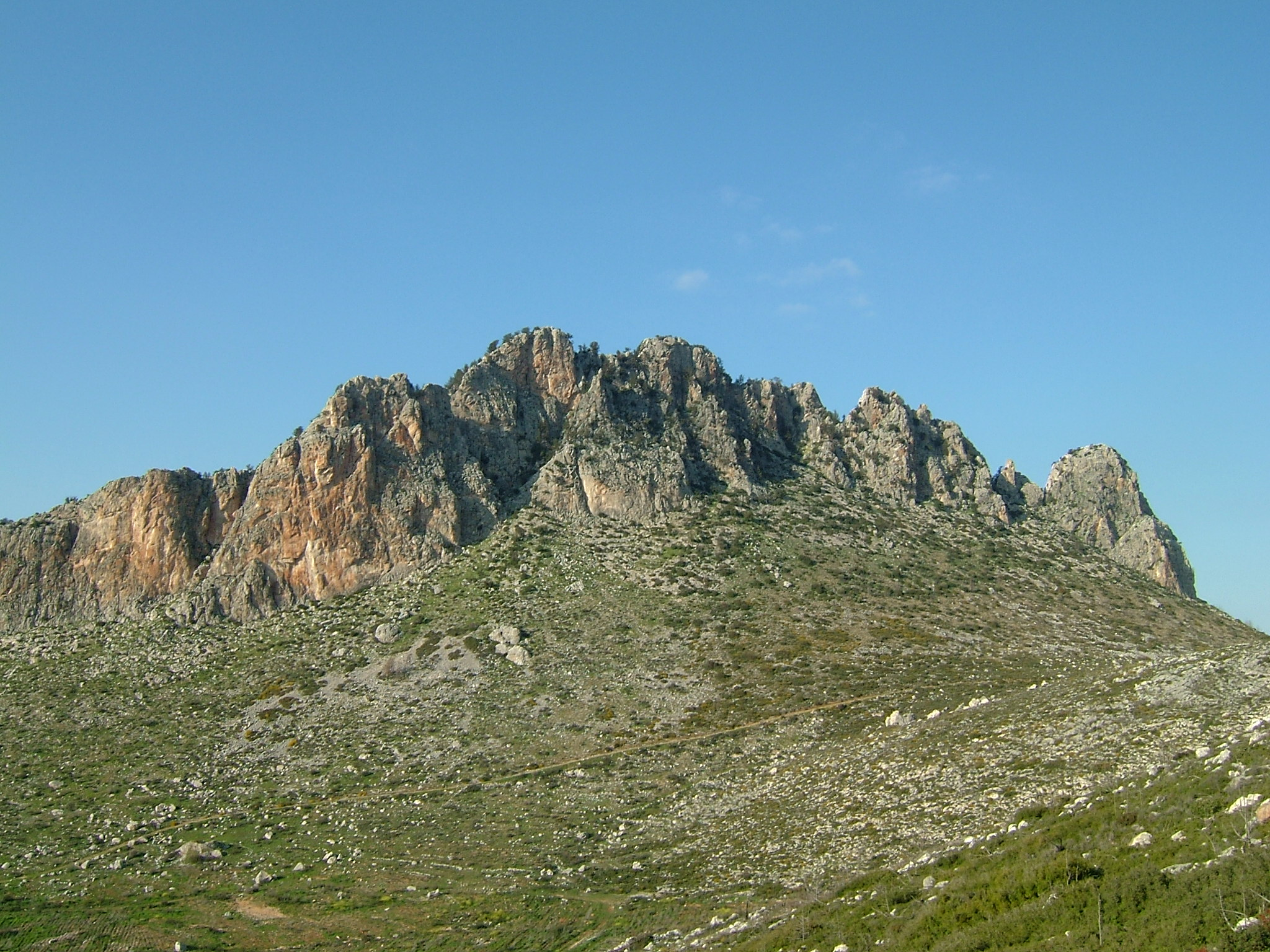
Гора Пентадактілос
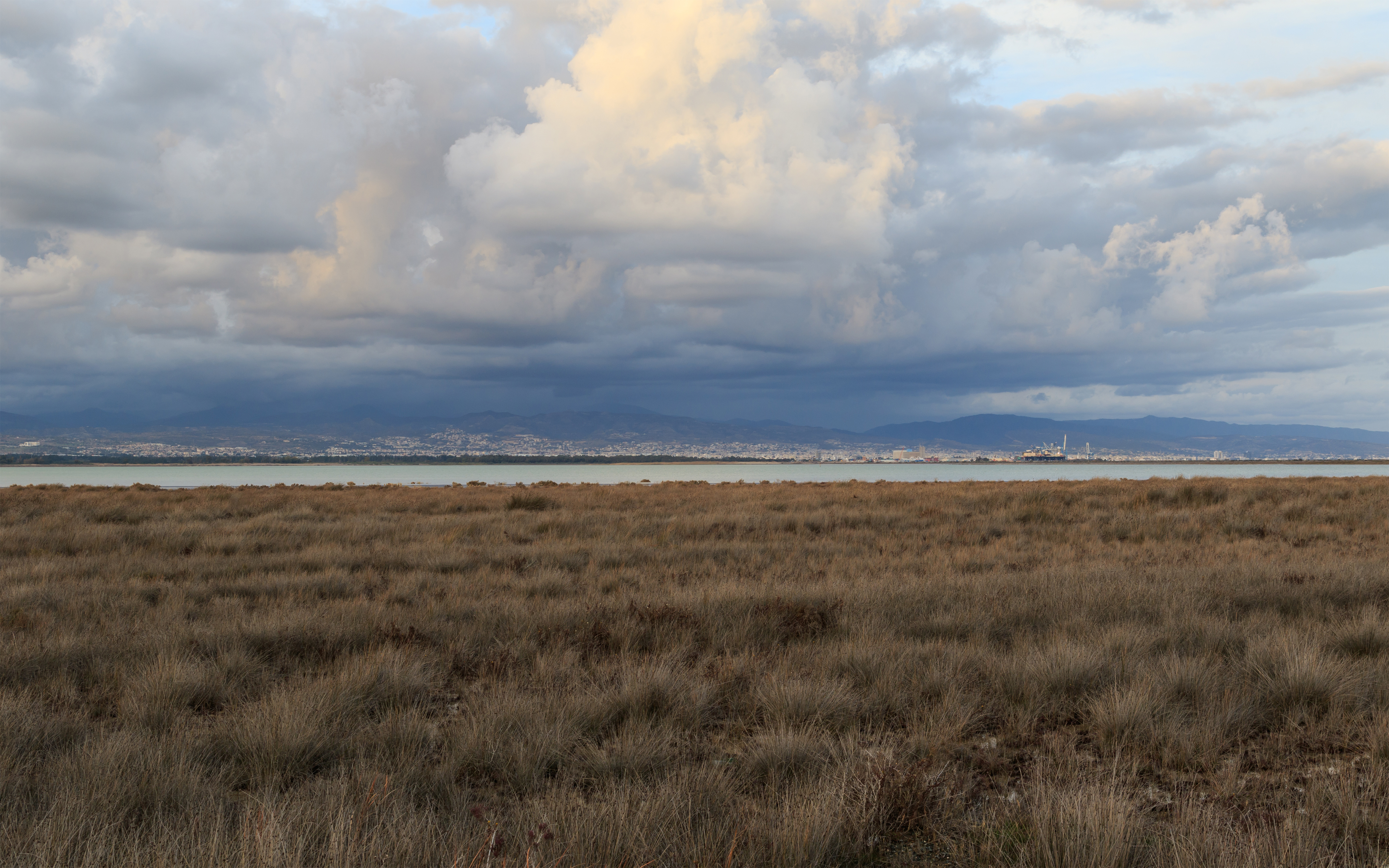
Озеро Лімасол

### Турецька Республіка Північного Кіпру
Найвищою точкою невизнаної Турецької Республіки Північного Кіпру є гора Кипарисовоуно (грец. Kyparissovouno; тур. Selvili) (35°19′13″ пн. ш. 33°09′31″ сх. д. / 35.32028° пн. ш. 33.15861° сх. д.), висотою 1024 м над рівнем моря, що в гірському хребті Кіренія (грец. Κερύνεια; тур. Beşparmak).

## Населені пункти
- Найпівнічніший і одночасно найсхідніший населений пункт — Різокарпасо (грец. Ριζοκάρπασο; тур. Dipkarpaz) (59°35′32″ пн. ш. 25°42′23″ сх. д. / 59.59222° пн. ш. 25.70639° сх. д.), в районі Фамагуста.
- Найпівденніший населений пункт — селище Акротирі (грец. Ακρωτήρι; тур. Ağrotur) (34°34′48″ пн. ш. 32°58′40″ сх. д. / 34.58000° пн. ш. 32.97778° сх. д.) на території бази Акротирі (суверенні бази Великої Британії Акротирі і Декелія).
- Найзахідніший населений пункт — поселення Лара (34°57′27″ пн. ш. 32°18′48″ сх. д. / 34.95750° пн. ш. 32.31333° сх. д.), в районі Пафос.

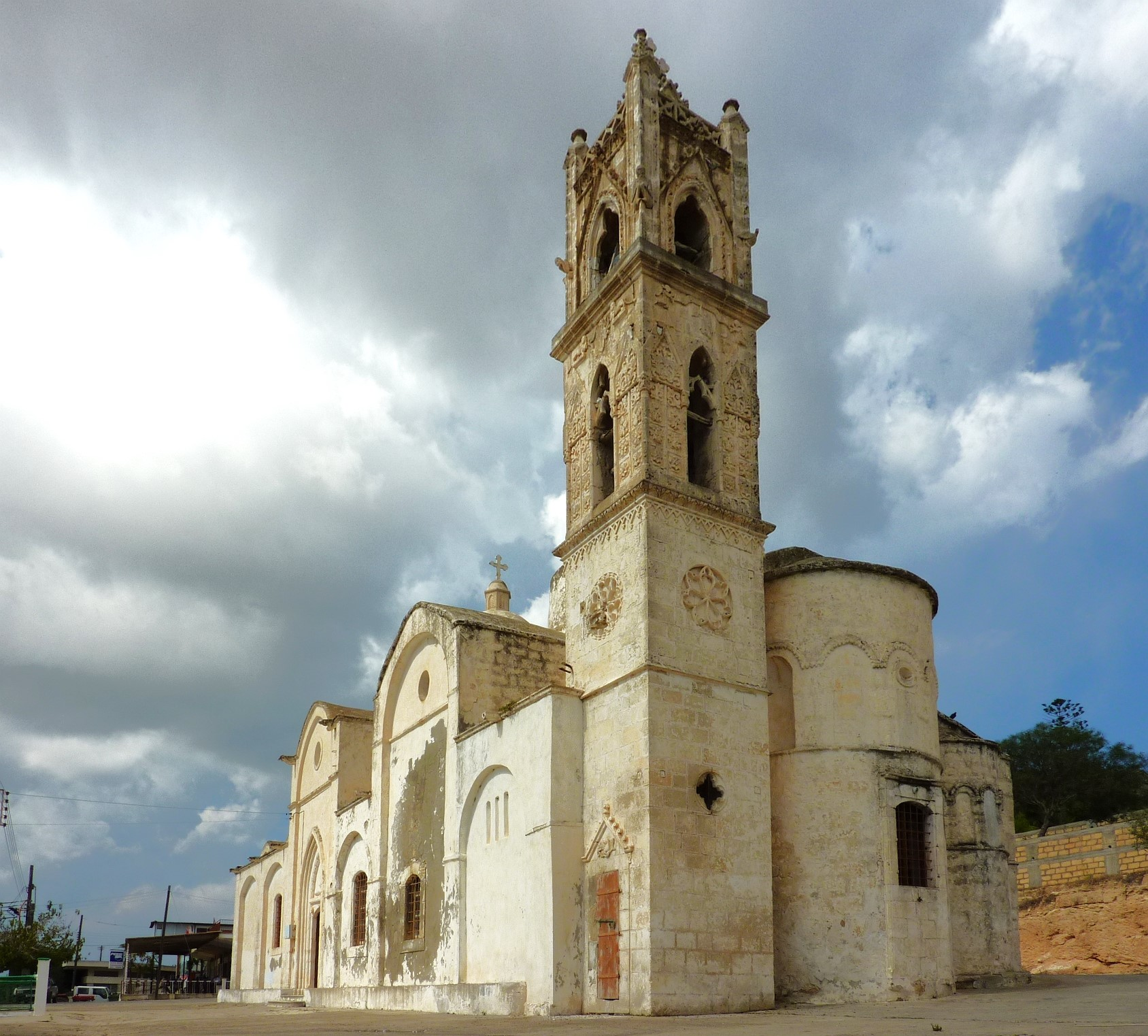
Православний храм у Ризокарпасо
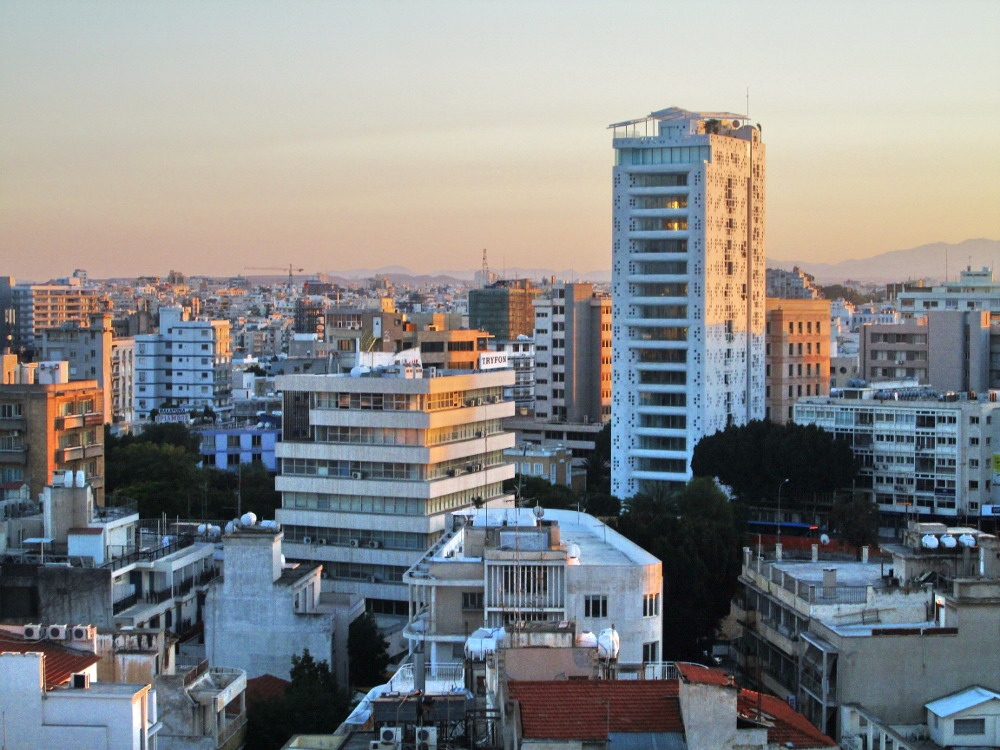
Панорама Нікосії
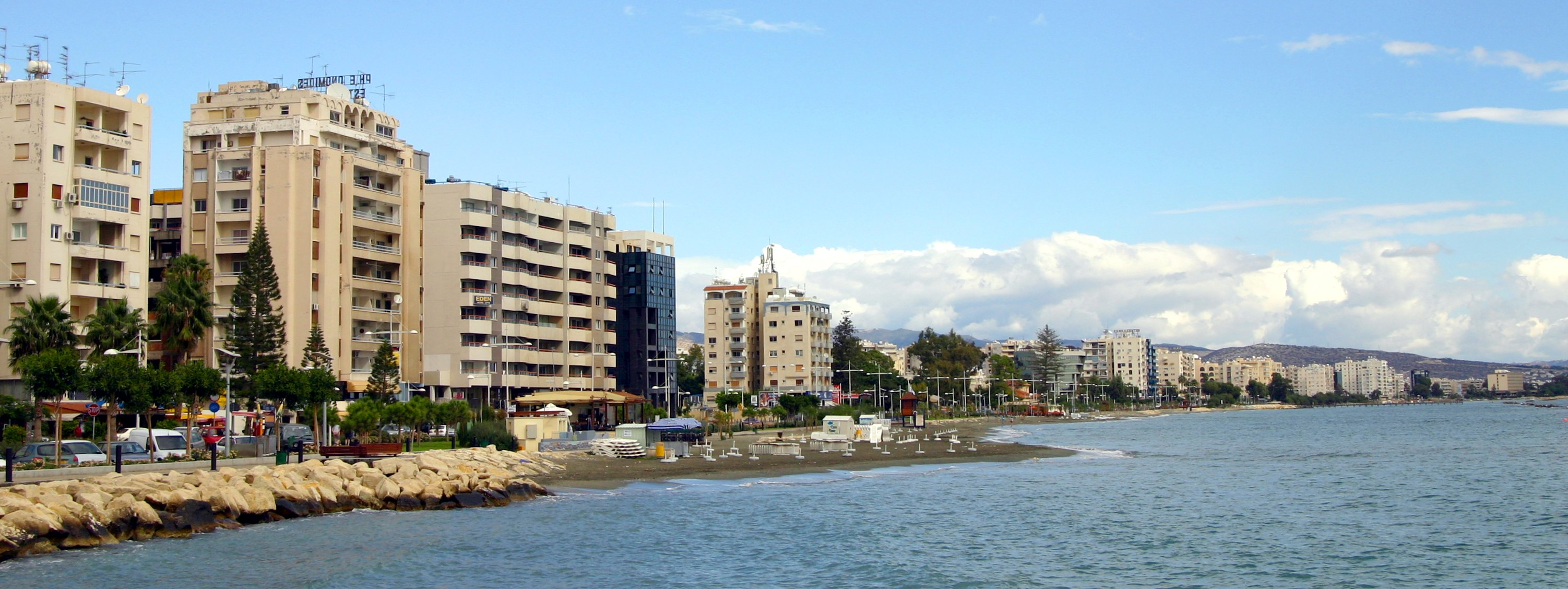
Лімасол з моря
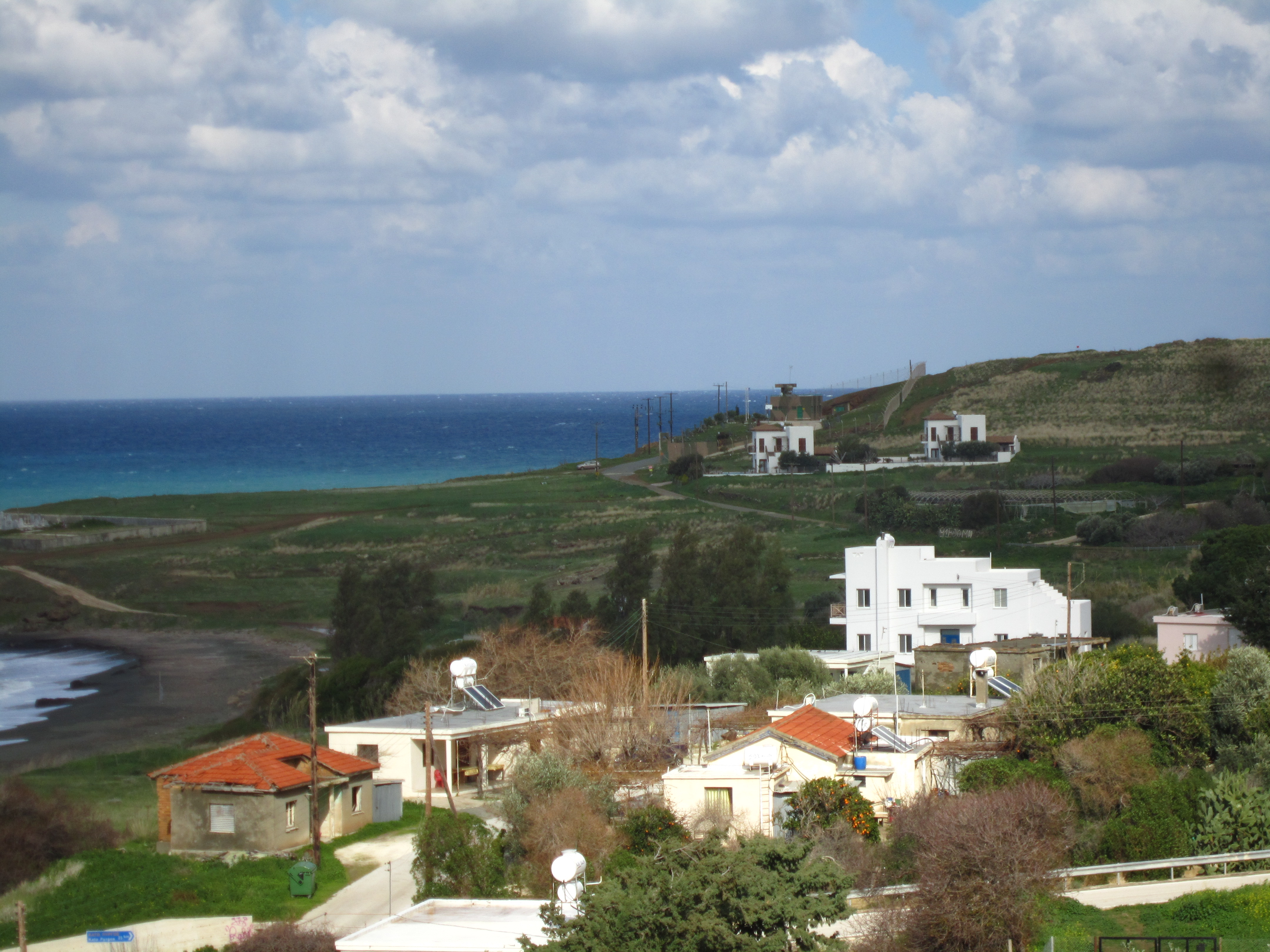
Коккіна з півдня

### Республіка Кіпр
- Найпівнічніший населений пункт — північні райони Левкосії (грец. Λευκωσία) (35°10′00″ пн. ш. 33°22′00″ сх. д. / 35.16667° пн. ш. 33.36667° сх. д.).
- Найпівденніший населений пункт — Лімасол (грец. Λεμεσός) (34°41′01″ пн. ш. 33°02′05″ сх. д. / 34.68361° пн. ш. 33.03472° сх. д.).
- Найзахідніший населений пункт — поселення Лара (34°57′27″ пн. ш. 32°18′48″ сх. д. / 34.95750° пн. ш. 32.31333° сх. д.), в районі Пафос.
- Найсхідніший населений пункт — поселення Протарас (35°00′26″ пн. ш. 34°03′16″ сх. д. / 35.00722° пн. ш. 34.05444° сх. д.), в районі Фамагуста.

### Турецька Республіка Північного Кіпру
- Найпівнічніший і одночасно найсхідніший населений пункт — Діпкарпаз (грец. Ριζοκάρπασο; тур. Dipkarpaz) (35°36′00″ пн. ш. 34°32′00″ сх. д. / 35.60000° пн. ш. 34.53333° сх. д.).
- Найпівденніший населений пункт — місто Акінчілар (грец. Λουρουτζίνα; тур. Akıncılar) (35°00′50″ пн. ш. 33°27′49″ сх. д. / 35.01389° пн. ш. 33.46361° сх. д.).
- Найзахідніший населений пункт — Еренкьой (грец. Κόκκινα; тур. Erenköy) (35°10′37″ пн. ш. 32°38′13″ сх. д. / 35.17694° пн. ш. 32.63694° сх. д.).